# K-Max UAS
Le K-Max UAS (Unmanned Air Systems) est un hélicoptère Kaman K-Max équipé d'un système sans-pilote développé par Kaman et Lockheed Martin pour l'US Marine Corps. Le Kaman K-Max est capable de transporter 2,7 tonnes de matériels (plus que son propre poids) et voler jusqu’à plus de 4 000 mètres d'altitude (15 500 pieds).

## Développement
Cet appareil, qui a fait l’objet d’un contrat de 45,8 millions de dollars, doté d’une autonomie de vol de 400 kilomètres, d'un rayon d'action de 556 km en fonction de la charge emportée, est très économique : le coût d’une heure de vol étant de 1 100 dollars (900 euros). Son utilisation permet d’éviter le recours aux convois de camions, vulnérables aux embuscades, sur les zones de combat. Il a été testé avec succès depuis le 17 décembre 2011 sur le théâtre des opérations de la guerre d'Afghanistan. Deux K-Max UAS de l’USMC ont ainsi effectué plus de 230 sorties et livré, à deux bases avancées du sud du pays, près de 500 tonnes de fret.
Entre 2008 et 2011 (en 2011 pour le A94-003), trois Kaman K-Max du département d’État sont immatriculés chez Lockheed Martin Systems Integration. De 2011 à 2014, ils sont transférés au corps des marines. Entre 2014 et 2016, les deux appareils en service repassent aux mains de Lockheed Martin, les systèmes sans pilote sont démontés et les appareils prennent la désignation de CQ-24A K-Max.
Le 5 juin 2013, un K-Max UAS s’est écrasé en Afghanistan.

## Liste
(n° de série / année de fabrication)
- A94-0028 / 2000 : immatriculé N357KA de 2008 à 2011 et de 2014 à 2016 (Lockheed Martin Systems Integration), 169221 de 2011 à 2014 (US Marines).
- A94-0030 / 2001 : immatriculé N359KA de 2008 à 2011 et de 2014 à 2016 (Lockheed Martin Systems Integration), 169222 de 2011 à 2014 (US Marines).
- A94-0031 / 2001 : immatriculé N360KA de 2011 à 2013. Cet appareil s'est écrasé le 5 juin 2013 en Afghanistan.